# بطولة كاريوكا 1990
بطولة كاريوكا 1990 هو موسم من بطولة كاريوكا. فاز فيه بوتافوغو ريغاتاس.